# Chris Browne
Christopher Kelly Browne (South Orange, 16 de mayo de 1952-Sioux Falls, 5 de febrero de 2023) fue un historietista y humorista gráfico estadounidense. Era hijo del dibujante Dik Browne y hermano del dibujante Chance Browne. Entre 1989 y 2023, Browne escribió y dibujó la tira cómica Olafo el vikingo, que es distribuida por King Features Syndicate, siendo traducida a 13 idiomas y publicada en 45 países.

## Vida y carrera
Nacido en South Orange, Nueva Jersey, el 16 de mayo de 1952, y criado en los suburbios de Wilton, Connecticut, Browne ayudó a su padre en las tiras cómicas Hi and Lois (en español, Lalo y Lola) y Hägar the Horrible (en español, Olafo el vikingo). Contribuyó a Olafo desde el comienzo del cómic en 1972 y fue coautor del Very Nearly Complete Viking Handbook de Hägar the Horrible en 1985. Cuando Dik Browne murió en 1989, Chris Browne continuó con la tira, tanto escribiendo como dibujando, mientras que su hermano Chance se hizo cargo de Hi and Lois.
Chris Browne también creó dos tiras cómicas autobiográficas de corta duración: Chris Browne's Comic Strip (1993-1994) y Raising Duncan (2000-2004). Ambos incluyen un terrier escocés como característica común.
Browne vivía en Sioux Falls, Dakota del Sur, donde murió el 5 de febrero de 2023, a la edad de 70 años.